# Степанов, Александр Петрович
Алекса́ндр Петро́вич Степа́нов (4 мая 1781 — 25 ноября 1837) — русский писатель и чиновник, калужский краевед. В 1823-31 гг. первый енисейский губернатор, в 1835-37 гг. саратовский губернатор.

## Биография
Александр Петрович Степанов родился 4 мая 1781 года в деревне Зеновке Калужской губернии, в семье из старинного дворянского рода Степановых. Отец — Пётр Семёнович Степанов — отставной премьер-майор, надворный советник, козельский городничий (ум. 1791). Мать — Пелагея Степановна Кашталинская (ум. 1826), одна из наследниц своего дяди обер-церемониймейстера М. Ф. Кашталинского. Племянником Степанова был поэт Владимир Соколовский.
После смерти отца воспитывался в пансионе профессора Московского университета Б. Б. Шадена. С 1793 года учился в благородном пансионе Московского университета. По его окончании служил в армии в лейб-гвардейском Преображенском полку. Переведен прапорщиком в Московский гренадерский полк. Служил в штабе А. В. Суворова, участвовал в итальянском походе. За свои литературные труды получил от Суворова прозвище «Маленький Демосфен».
В России был адъютантом Старооскольского мушкетёрского полка генерала Быкова. Женился на дочери генерала Быкова — Екатерине Федосеевне. В 1801 году вышел в отставку в чине штабс-капитана. С 5 декабря 1802 года на службе в департаменте юстиции. В 1804 году получил титул коллежского асессора.
С 1 августа 1804 года — прокурор в Калуге. В 1809 году получает чин коллежского советника. 5 января 1812 года вышел в отставку с намерением поступить на военную службу.
Участвовал в Отечественной войне 1812 года. В 1812—1814 гг. работал под руководством сенатора Каверина, заведовавшего продовольствием армии, а затем восстановлением губерний. После войны ещё раз ушёл в отставку. Поселился в своём имении Ловать Жиздринского уезда. Воспитывал детей, написал поэму «Суворов». Определив сыновей в Благородный пансион, уехал в Петербург. С 1822 года был почётным членом Императорского общества испытателей природы и членом московского общества сельского хозяйства. Получил чин статского советника.

### Губернаторство в Красноярске
В 1822 году назначен на должность губернатора Енисейской губернии. Приступил к исполнению обязанностей 28 марта 1823 года.
Во многом благодаря его содействию минусинские татары (современное название — хакасы) получили права кочевых инородцев по «Уставу об управлении инородцев» М. М. Сперанского.
Во время губернаторства Степанова в Красноярске появились: аптека, больница, Приказ общественного призрения (2 мая 1823 года, к 1828 году в городе было уже 4 богадельни), городской сад, типография, библиотека, шесть работных домов для ссыльных. В 1823 году губернатор основал в Красноярске учёное общество под названием «Беседы о Енисейском крае».
По подсчётам Степанова в Енисейской губернии было 77 храмов каменных и 24 деревянных. По официальной статистике грамотных в Енисейской губернии 1221 человек. В конце 1820-х годов в губернии проживало около 25 тысяч ссыльных, из них женщин около 4 тысяч.
В 1825 году получает чин действительный статский советник. Человек прогрессивных взглядов, Степанов строил поселения для ссыльных, завел хлебные магазины, открывал школы, выступал против обременения крестьян податями, преследовал ростовщичество, злоупотребления чиновников. Поддерживал деятельность по изучению края. Был инициатором издания и одним из авторов литературно-краеведческого «Енисейского альманаха на 1828 год».
В 1831 по доносу был смещен с губернаторства без права занятия высоких постов.
26 апреля 1831 года оставил должность гражданского губернатора. В честь губернатора в Красноярске именем Степанова был назван переулок (в настоящее время ул. Диктатуры Пролетариата).

### Губернаторство в Саратове
С 1831 года он живёт в селе Троицком Калужской губернии. Сочиняет стихи, романы «Тайна», «Постоялый двор», пишет двухтомный труд «Описание Енисейской губернии». В 1834 году уезжает в Петербург для издания романа «Постоялый двор».
5 декабря 1835 года назначается на должность саратовского губернатора. Способствовал закрытию Иргизского старообрядческого монастыря, что стало поводом для отзыва из губернии. Причислен к Министерству внутренних дел 27.03.1837 с назначением членом статистического комитета.
Александр Петрович умер 25 ноября 1837 года. Похоронен в родовом имении — селе Троицком Мещерского уезда Калужской губернии.

## Автор книг и статей
Начал писать стихи в 10-летнем возрасте. Поддерживал дружеские связи с Михаилом Глинкой, Карлом Брюлловым и особенно с декабристом Батеньковым.
Действительный член Общества любителей российской словесности при Московском университете (с 26.02.1816). В 1817—1821 годах был членом литературного общества «Калужские вечера».
В 1825 году участвовал в издании сборника «Калужские вечера, или Отрывки из сочинений и переводов в стихах и в прозе военных литераторов», в который вошли поэтические и прозаические работы членов этого литературного общества.
В 1828 году стихотворения А. П. Степанова были напечатаны в «Енисейском альманахе».
Автор книг и статей:
- «Суворов». Поэма. Издана в 1821 году в «Трудах» Московского университета
- «О дикорастущих в Сибири конопле, грече и льне». Статья. 1824 год
- «Наставление», 1824 год
- «Путешествие в Кяхту из Красноярска». «Взгляд на физическое положение Минусинского округа». Статьи в «Енисейский альманах», Москва 1828 год
- «Об обязанностях губернатора». Статья. 1833 год. Не публиковалась.
- «Описание Енисейской губернии», 1835 год. Труд получил Демидовскую премию (2500 рублей) по разделу «Статистика». Николай I за эту книгу подарил Степанову бриллиантовый перстень.
- «Постоялый двор. Записки покойного Горянова, изданные его другом Н. П. Маловым». Роман. Издан в 1835 году ,СПб.
- «Вступление в масонскую ложу в 1815 году» / Сообщ. П. А. Степанов // Русская старина, 1870. — Т. 1. — Изд. 2-е. — СПб., 1870. — С. 221—227.
- «Принятие в масоны в 1815 году» / Сообщ. П. А. Степанов // Русская старина, 1870. — Т. 1. — Изд. 3-е. — СПб., 1875. — С. 223—229. Архивная копия от 5 марта 2016 на Wayback Machine
- и др.

## Награды
- орден Святой Анны III степени (на шпагу) — за битву при Нови
- орден Святой Анны II степени[8].
- орден Святого Владимира IV степени[8]
- Командорский крест ордена Святого Иоанна Иерусалимского — за переход Сен-Готарда и бои у Чертова моста
- орден Святого Станислава I степени — «за полезные труды по устройству Енисейской губернии»

## Потомки
- Николай Александрович (1807—1877) — художник-карикатурист
- Пётр Александрович (1805—1891) — русский генерал, Царскосельский комендант, писатель
  - Филипп Петрович (1857—1931) — первый публикатор протоколов сионских мудрецов
    - Николай Филиппович (1886—1981) — писатель и публицист, общественный деятель, автор книг по масонской тематике

  - Михаил Петрович (1853—1917) — русский генерал, участник русско-турецкой войны.

## Память
В Красноярске 7 декабря 2016 года открыт памятник первому губернатору Енисейской губернии работы скульпторов Андрея Ковальчука и Александра Миронова. Памятник установлен в сквере между улицами Копылова и Красной Армии в Железнодорожном районе Красноярска, и сквер ныне носит имя Степанова.